# Тулуб, Зинаида Павловна
Зинаи́да Па́вловна Ту́луб (укр. Зінаїда Павлівна Тулуб, 1890—1964) — украинская писательница, переводчица. Дочь поэта Павла Тулуба.

## Биография
Детство провела в Брацлаве, затем вместе с родителями жила в Таганроге; с 1904 г. снова в Киеве. В 1913 году окончила историко-филологический факультет Высших женских курсов. Публиковалась с 1910 года, первоначально как русскоязычная поэтесса, в киевской периодике. Повесть «На перепутье», также на русском языке, вышла в 1916 году в журнале «Вестник Европы».
В послереволюционные годы состояла на службе в различных военных (в 1919—1921 возглавляла лекторскую секцию в одной из частей Красной Армии) и советских учреждениях, с конца 1920-х гг. занималась исключительно литературной работой, перейдя в основном на украинский язык. Выступала также как переводчик украинской литературы (Василь Стефаник, Михаил Коцюбинский и др.) на русский язык. В 1934—1937 гг. издана масштабная дилогия «Людоловы» (укр. Людолови), изображающая жизнь Украины начала XVII века. В том же 1937 г. была репрессирована, в 1939—1947 гг. отбывала срок на Колыме; Зинаиду Тулуб упоминает в своих мемуарах «Крутой маршрут» Евгения Гинзбург. По окончании десятилетнего срока была выслана в Казахстан, работала библиотекарем в Алма-Атинской области, в 1950 г. арестована повторно.
В 1956 г. реабилитирована и вернулась в Украинскую ССР. Завершила вторую редакцию «Людоловов», в последние годы работала над романом «В степи бескрайней за Уралом» (укр. В степу безкраїм за Уралом; 1964) — о жизни Т. Г. Шевченко в ссылке.
Книга воспоминаний Тулуб «Моя жизнь» издана в 2009 году, в 2010 г. памятник ей открыт в Брацлаве.